# جوزيب بلاناس
جوزيب بلاناس لاعب كرة قدم ومدرب إسباني مواليد عام 1901 توفي عام 1977 , لعب مع نادي لافنس الرياضي وكذلك نادي برشلونة خلال الفترة بين 1921-1927 , اعتباراً من عام 1929 درب عدة اندية في إسبانيا من بينها سلتا فيغو وريال سرقسطة وريال بلد الوليد ونادي تينيريفي بالأضافة إلى نادي برشلونة الذي دربة بين عامي 1940-1941 دون تحقيق أي نجاح يذكر ودرب كذلك منتخب الإكوادور.
1. ↑  المدرب جوزيب بلاناس مع نادي برشلونة نسخة محفوظة 04 مارس 2016 على موقع واي باك مشين.